# 윌렐무스 티렌시스

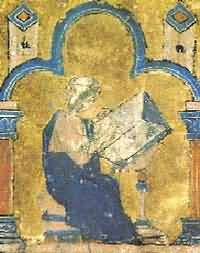

윌렐무스 티렌시스(라틴어: Willelmus Tyrensis) 또는 티레의 윌리엄(영어: William of Tyre) 또는 기욤 드 티레(프랑스어: Guillaume de Tyr, 1130년경 ~ 1186년 9월 29일)는 중세 유럽의 정치가, 성직자, 역사가였다. 그는 제1차 십자군 후 건국된 예루살렘 왕국의 전성기 때 예루살렘에서 자랐다. 프랑스와 이탈리아에서 교육을 받았고 라틴어, 그리스어, 아라비아어를 알고 있었으며 리버럴 아트(Liberal Arts)와 교회법을 공부했다. 1160년경 예루살렘으로 돌아왔고 이후 예루살렘 왕국의 왕 아모리 1세의 아들인 보두앵의 교사가 됐다. 1174년 보두앵이 왕의 사후 왕위를 이어받아 보두앵 4세가 된 후 티레의 대주교이자 수상(Chancellor)이 되었다. 1179년 3차 라테란 공의회에 참석했다. 예루살렘 총대주교 당선에 실패 후 1183년에 로마로 돌아왔으며 이때 그가 쓴 두 권의 책을 가져왔다. 한 권은 소실되었지만 《바다 너머에서 행해진 일의 역사》(History of Deeds Done Beyond the Sea)는 현재까지 전해지고 있다.